# Мови Алжиру

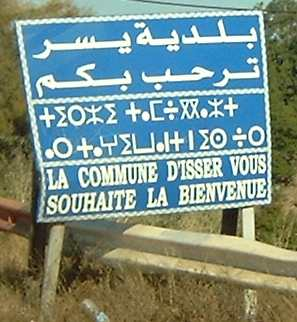
Трьохмовний дорожний знак — Привітання — в місці Іззер (Isser Municipality) провінції Бумерде (Boumerdès Province). Напис зроблений арабською мовою (Arabic language], кабільською (Kabyle language) тіфінським письмом (Tifinagh script) та французькою мовою (French language). («Місто Іззер вітає Вас!» — «The municipality of Isser welcomes you.»)

Офіційною мовою Алжиру є сучасна літературна Берберська мова, статус якої був закріплений на державному рівні з 1963 року. Крім арабської, є мова тамазайт, що була визнана як «національна» мова з конституційними поправками з 2015 року .
Берберська мова була визнана як «національна (народна)» за конституційною поправкою березня 2002 року.
Алжирська арабська і берберська мови є рідними мовами більш ніж для 99 % алжирців, алжирською арабською розмовляють 72 % і берберською — 27,4 % алжирців.
Французька мова, хоча і не має офіційного статусу, широко використовується в державних установах, уряді, культурі, ЗМІ (газетах) і освіті (для початкової школи). Причиною широкого вживання французької мови є насамперед історія колонізації Алжиру, тому французька мова може розглядатися «де-факто» як одна з офіційних мов Алжиру. Кабільська мова, найпоширеніша з берберських мов в країні, викладається в школі та вищих навчальних закладах і є частково другою офіційною мовою (з деякими обмеженнями) Кабілії.
Маліка Ребай Маамрі, автор книги «Синдром французької мови в Алжирі» («The Syndrome of the French Language in Algeria»), пише: «Розмовна мова в побуті і на вулицях залишається сумішшю алжирського діалекту і французьких слів.»
Через велику кількість мов і відповідні складнощі з їх вживанням, Маамрі стверджує, що «сьогодні в лінгвістичній ситуації в Алжирі переважають великі дискурси (ідеологія) та позиції.»

## Мови в сучасному суспільстві Алжиру

### Арабська мова
Арабська мова є рідною мовою для 73 % населення Алжиру; на додаток до цього, не-носії мови вивчають арабську мову в школі, і тому більшість населення розуміє стандартну арабську мову або діалект алжирської арабської. Алжирською арабською (або мовою «даріджа» — Darija) говорять 85 % від загальної чисельності населення і 83 % арабських мовців.
В Конституції Алжиру з 1963 року за арабською мовою закріплений статус державної, і цей статус було збережено в Конституції 1976 року. В Конституції 1976 року в статті 3 вказується: «Алжирська арабська мова є національною і офіційною мовою». В обох конституціях не згадуються берберська і французька мови. Постійний комітет з географічних назв для британського службового користування (Permanent Committee on Geographical Names for British Official Use (PCGN)) заявляє: «Арабська була вибрана від початку, як мова, яка повинна була представляти ідентичність і релігію Алжиру, і офіційне ставлення до обох берберської і французької мов було в основному негативним.» The PCGN stated that French, not Arabic, is the actual lingua franca of Algeria. Arabic is not commonly used in the Kabylie region..
В Алжирі, як і всюди, розмовна арабська відчутно відрізняється від письмової арабської мови; в алжирській арабській — набагато спрощеніша система голосних, істотно змінений словниковий склад і вилучаються відміникові закінчення. У власне алжирській арабській мові існують інші значні загальні різновиди; джіжельска арабська (Jijel Arabic[недоступне посилання з липня 2019]), зокрема, вирізняється вимовою літер «qaf» як «kaf», а також долученням великої кількості берберських запозичених слів, а діалекти в деяких портах вказують на вплив Андалузького діалекту арабської мови, який принесли біженці з Аль-Андалусії. Алжирський арабська є частиною магрибського арабського діалектного континууму і зливається з Марокканським діалектом арабської мови і туніським діалектам до відповідних меж.
У Сахарі більш консервативні бедуїнські діалекти, що поєднуються під назвою сахарського арабського діалекту, є додатковими розмовними. Багато сахарських біженців з міста Тіндуф (Tindouf) розмовляють на діалекті арабському хассанья (Hassaniya Arabic[недоступне посилання з липня 2019]).
Більшість євреїв в Алжирі, колись розмовляли на діалекті арабської в своїй громаді, так званий єврейсько-арабський діалект.
Після того, як Алжир став незалежним у 1962 році, в країні намагалися поліпшити швидкість поширення мови, залучаючи арабських викладачів з Єгипту і Сирії. Мартін Регг Кон (Martin Regg Cohn) в газеті «Торонто Стар» повідомив, що багато викладачів були некваліфікованими.
У 1963 році з 1.300.000 грамотних людей в Алжирі, було оцінено, що 300.000 читають на літературній арабській мові. Мохамед Бенрабах, автор «Language maintenance and spread: French in Algeria», сказав, що протягом цього року, «мовна компетенція стандартної арабської мови була відносно низькою».
Маліка Ребай Маамрі, автор «The Syndrome of the French Language in Algeria», повідомила, що за станом на 2009 рік, «класична арабська досі не освоєна навіть на високих рівнях освіти».
Станом на 2012 рік, представники покоління, що отримувало освіту ще за часів французької колоніальної системи, не вміють читати або писати на арабській.

### Берберські мови

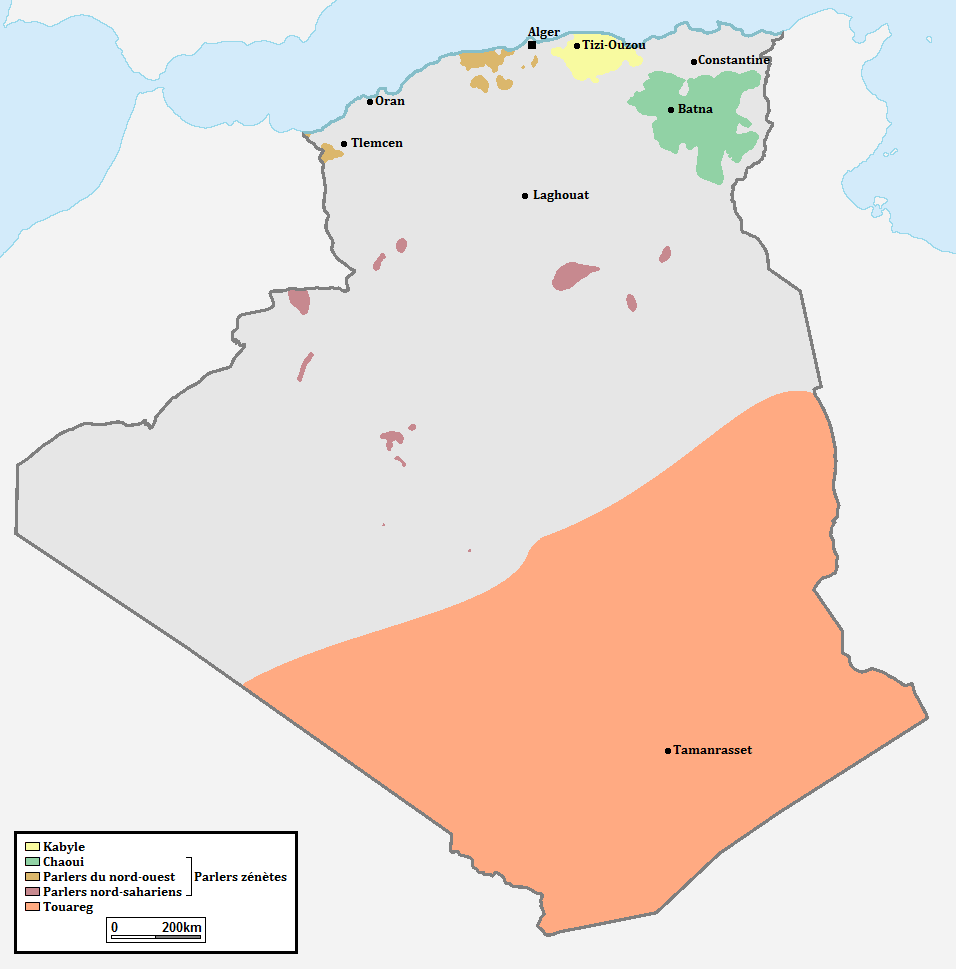
Berber-speaking areas in Algeria

Берберськими мовами розмовляють в багатьох частинах Алжиру, але в основному в Кабілі (Kabylie), в гірській місцевості Орес (Aurès) і в Сахарі (Sahara) (туареги — Tuaregs). До прибуття фінікійців, берберською розмовляли в усьому Алжирі, як про це свідчать стародавні написи-тифінаг (Tifinagh) Незважаючи на ріст пунічної, латинської і пізніше арабської мов, берберська залишалась основною мовою Алжиру до французького вторгнення 1830 р.
Берберська мова, яка походить від древньолівійського письма, ділиться на два типи, а вірніше на дві абетки — тамазиг і тифінаг, та існувала вже в період ранньої античності. Вона має свою оригінальну графіку, збережена серед племені туарегів і має чітко виражені геометричні форми. У тамазиг є своя вельми складна і заплутана історія. Фактично втратила свою писемність і довгий час ніде не вивчалась, берберська мова довгі століття зберігається лише у родині, передаючись від покоління до покоління. Розрізняють три основних усних діалекти берберської мови — зената, масмуді і санхаджа. Досі берберську мову забороняється використовувати у школах та офіційних закладах, уряди не хочуть проводити розкопки і вивчати історію берберів.
Арабська мова залишається єдиною офіційною мовою Алжиру, хоча берберська нещодавно була визнана як національна мова.

#### Причини історичної «живучості» берберських мов за визначенням дослідника культурної спадщини берберів, Салема Шакера
1. Географічні умови. Ізольованість гірських районів чинила об'єктивні перешкоди іноземному проникненню, тоді як прибережні зони і передсахарські рівнини, в силу причин природничо-географічної властивості, дуже рано підпали під владу і вплив нової культури, її мови та релігії.
2. Система експлуатації землі і господарювання. Берберські говори поширені в регіонах традиційного сільського укладу, де господарське життя засноване на простому відтворенні або повній самозабезпеченості. Нерідко бербери є власниками землі, навіть якщо існує принцип колективного управління та землекористування. У той же час арабська мова використовується переважно в районах, де розвивалося кочове чи напівкочове суспільство, притому що кровна спорідненість грає більш важливу роль у його житті, ніж спільне користування землею. У першому випадку мова йде про громади, прив'язані до землі, яку вони обробляють. А у другому — про групи людей, в традиційному уявленні яких «спільне» означало «родове»
3. Соціальна структура. Сегментарність (термін Е. Геллнера) берберських громад розглядалася як засіб їх захисту від проникнення зовнішніх впливів і чужорідних елементів. Однак подібна структура могла викликати неоднозначну реакцію: з одного боку, вона була здатна стати фактором опору чужорідного проникненню в районах сільського укладу, а з іншого — допомагала арабам захоплювати території скотарських господарств.
4. Політичні традиції. Більшість берберських районів з давніх пір протистоять центральній владі. Це, однак, не стільки військове протистояння, скільки високий опір берберської культури усіляким зовнішнім впливам, у тому числі цивілізаційним. Бербери переважали, зокрема, в т. зв. «Країні левів» (біляд ас-сіба), яка політично не підкорялася султанам, визнаючи лише їх релігійний авторитет, та й то не завжди. Вплив державної адміністрації на повсякденне життя берберів реально поширюється лише на урбанізовані частини країни, де переважає арабська мова, тоді як в берберських поселеннях традиційна культура як і раніше залишається домінуючою.
Берберські мови / діалекти в Алжирі містять:

#### На півночі
- Кабільська мова (Kabyle language), розмовляють близько 5 мільйонів людей, які мешкають переважно в Кабілі і в навколишніх регіонах, поширюється здебільшого завдяки міграції за межі регіону Кабілі в Алжирі та в Європу, за деякими оцінками, нараховується 8 мільйонів мовців.[13]
- Мова Шауя (Chaouia language) (також називається Тачавіт, Чавіт (Tachawit, Chawi) в горах Орес (Aurès), приблизно 2 млн мовців.[14]
- Мова Ченоуа (Chenoua language), поширена в областіі Дахра (Dahra region), особливо це стосується джебельської Ченоуа (Jebel Chenoua) в Алжирі, здебільшого поширена на заході Алжиру поблизу провінцій Тіпаза (Tipaza province) та Черчел (Cherchell) та Члеф (the Chlef|), нараховують 56,300 мовців. Два основних діалекти: Бені Менасер (Beni Menacer) на захід та південь від горської місцевості Ченоуа, на території гірського Ченоуа, нараховують 55,250 мовців.[15]
- Мова Бліда — Тамазайт Бліда (The Tamazight of Blida), традиційно нею розмовляють у поселенні Бліда (Blida).
- Мова Матмата (алжирська матмата) — діалект алжирської (The Matmata language (Algeria), розмовляють мешканці окремих поселень в області Кварсеніс (Ouarsenis region).

#### Крайній північний захід Алжиру
- Бені Сноус та Бені Саід (Beni Snous and Beni Said) — діалекти берберської мови, якими розмовляють в різних селищах регіону Тлемчен (wilaya of Tlemcen).[16][17]

#### У Сахарі
- Мова Мозабіт (Mozabite language) — Тумзабт (Tumẓabt) в Мзабі (M'zab)
- Мова Тоуат та Гоурара (language of Touat and Gourara) (називається «Тазнатіт» («Taznatit») в Етнології (Ethnologue), але ця назва використовується для більшості мов Зенаті (Zenati languages)
- Мова Тоуггоурт і Темасін (language of Touggourt and Temacine)
- Мова Тамахаг (Tamahaq language), поширена серед народу Туарег (Tuareg people) Хоггару (Hoggar)

### Французька мова

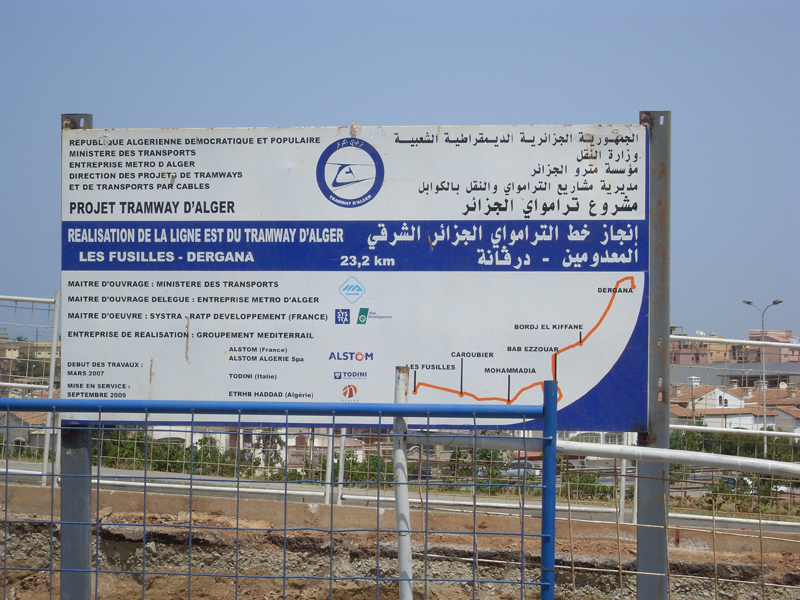
Двомовний французько-арабський напис в Алжирі.

За свідченнями Інформаційного бюлетеню ЦРУ, французька мова — лінгва франка в Алжирі.
Як стверджує Постійне Бюро транскрипції географічних назв (Permanent Committee on Geographical Names for British Official Use, (PCGN)), «насправді, французька мова — лінгва франка (lingua franca) в Алжирі», і що незважаючи на зусилля уряду, щоб прибрати французьку мову, вона ніколи не переставала бути мовою спілкування.
Алжир є другою за величиною франкомовною країною.
У 2008 році 11.200.000 алжирців (33 %) читали і вміли писати по-французьки.
В Конституціях 1963 і 1976 років не згадується французька і берберська мови. Як стверджує постійне бюро транскрипції географічних назв, що офіційне ставлення до французької та берберській мов значною мірою негативне». Французька та берберська також дуже широко використовуються у Кабілії.
Французька мова є частиною стандартної шкільної програми, і її розуміє велика частина населення (18 мільйонів алжирці вміють писати і читати по-французьки, що становить 50 % населення, і ця цифра вища, якщо взяти до уваги тих, хто може тільки говорити і розуміти, що включені; За оцінками Етнології, 111 000 чоловік в Алжирі говорять нею, як рідною мовою,  [Архівовано 9 грудня 2019 у Wayback Machine.], це — в основному франкоалжирці, які залишилися, і люди у франкомовних домогосподарствах. Дві третини алжирців мають «досить широке» розуміння французької, і половина розмовляють нею як другою мовою. Французька широко використовується в ЗМІ і комерції, є розмовною в повсякденному житті в великих містах Алжиру, в діглосній комбінації з алжирською арабською.[джерело?] Malika Rebai Mammri, author of "The Syndrome of the French Language in Algeria, " said «French continues to be the dominant language in business and professional circles» and that «certain aspects of formal education and research are still carried in the French language and a great part of the economic and industrial sectors and press still use French extensively.»
З моменту здобуття незалежності країни Уряд Алжиру проводить політику лінгвістичної арабізації в освіті і бюрократії, що призвело до обмеження використання берберської мови і арабізації багатьох берберо-мовних. Сильні позиції французької мови були мало залежні від політики арабізації. Всі наукові та ділові університетські курси як і раніше викладаються французькою мовою. Останнім часом школи почали вносити французьку до шкільної програми, і дітей вже вчать письму класичною арабською мовою. Французька також використовується в ЗМІ і в бізнесі. Після політичних дебатів в Алжирі в кінці 1990-х про те, щоб замінити французьку мову англійською в системі освіти, уряд вирішив зберегти французьку. Англійська мова викладається в першому класі середньої школи.
Незважаючи на широке використання французької мови, Алжир не долучився до Франкофонії, міжнародної організації франкомовних країн.

### Англійська мова
Англійська мова, через її статус між двома глобальними мовами, лінгва франками, викладається і надалі у середній школі. Однак, лише невелика кількість алжирців говорять англійською, більшість з них молоді люди.
Алжирський уряд запропонував викладати англійську як другу обов'язкову іноземну мову для учнів, 4 починаючи з 4 рівня в середньому шкільному циклі, з кінця 1970-х до початку 1990-х. У вересні 1993 року Міністерство Національної Освіти зробило англійську та французьку мови як два предмети на вибір як першу обов'язкову іноземну мову. Міністр національної освіти заявив, що англійська мова повинна просуватися, тому що це "мова науки та знань".
Два мільйони школярів в школі з 1993 по і 1997 роки,% Між 0,33 і 1,28 % вибрали англійську.

### Суб-сахарські африканські мови
Мова Сахарська Коранджі (Korandje language) — мова сахарського оазису Табельбала (Tabelbala) — розвивалась під сильним впливом берберських діалектів мов Сонгай. Мова, якою спілкуються на південь від Нігерії.

### Мови жестів (знаків)
Алжирська жестова мова вживається в Алжирі людьми із вадами слуху. Іноді вживається на національних каналах ТБ.

## Колишні розмовні мови

### Фінікійська мова
Фінікійська мова, особливо в північно-африканській (пунічній) формі, поширився в Алжирі під впливом Карфагенав, і була впливовою мовою в регіоні; Аврелій Августин вивчав цю мову і цитував час від часу окремі вирази. Проте, вже до того часу, ця мова втратила свої позиції через поширення латинської мови. Не збереглось ніяких свідчень до нашого часу (окрім випадкових назв міст).

### Латинська мова
Латинська мова(яка невдовзі перетворилась на «мертву мову» тобто припинила існувати в мові носіїв, маловідома африкансько-романська мова) була мовою римської окупації; вона була поширена в прибережних містах. Аврелій Августин свідчить, що свого часу вона панувала над пунічною. Проте, вона поступилася арабській мові і берберським мовам після загарбання Омеядами, залишилось лише кілька запозичень в цих двох мов.

### Старотурецка мова (оттоманська турецька)
Панування Оттоманської Імперії (або Османської) в регіоні після 16-го століття спричинило домінування меншості населення — турків в Алжирі, які здебільшого зосередились в найбільших містах країни. Згодом оттоманська турецька мова стала переважною мовою правління. Але з плином часу ці турки асимілювались і багато родин, що мешкають в Алжирі і сьогодні частково мають турецьке коріння, не розмовляють турецькою.

### Інші
- Мова Ладіно (Ladino language), мова якою розмовляли колись алжирські євреї, частково на територіях навколо Орану, на тетуанському діалекті.
- Середземноморська Лінгва Франка (The Mediterranean Lingua Franca), суміш багатьох середземноморських мов, колись була поширена як засіб спілкування з іноземцями в портах, зокрема нею розмовляли раби і європейськіа ренегати, які приєднались до Барбарських піратів; після 130 року вона поступово зникла, її функції перебрала на себе французька мова.
- Іспанська мова має довгу історію, пов'язану з Ораном, який був під гнітом Іспанії з 1509 по 1790 рр. Залишились окремі свідчення про існування цього міського діалекту. На цьому діалекті розмовляли чорні, що мігрували з іспанського середземноморського регіону. Іспанською мовою розмовляють Сахраві, що мешкають у таборах для біженців в районі Тіндоуф (Tindouf).